# Quercus laurina
Quercus laurina är en bokväxtart som beskrevs av Aimé Bonpland. Quercus laurina ingår i släktet ekar, och familjen bokväxter. Inga underarter finns listade.